# Richard Schlacher
Richard Alois Schlacher (* 7. Februar 1891 in Kindberg; † 6. Dezember 1965 in Graz) war ein österreichischer Kaufmann und Politiker (GDVP, ÖVP), der in den 1930er Jahren für kurze Zeit Bürgermeister von Kindberg war.
Vom 5. November 1949 bis zum 18. März 1957 gehörte er dem steirischen Landtag in zwei aufeinanderfolgenden Gesetzgebungsperioden als Landtagsabgeordneter an.

## Leben und Wirken
Richard Schlacher wurde am 7. Februar 1891 als Sohn des Mehl- und Produktenhändlers Alois Schlacher und dessen Ehefrau Maria Wießler im damaligen Markt Kindberg geboren und wurde am 22. Februar 1891 auf den Namen Richard Alois getauft. Sein Bruder Franz war ein bedeutender Kindberger Architekt, der unter anderem für die Fassadengestaltung des Kindberger Rathauses im Jahr 1927 oder den Bau zahlreicher weiterer Kindberger Gebäude, wie etwa das am 24. Juni 1928 Schwimm-, Luft- und Sonnenbad (das heutige Freibad Kindberg), verantwortlich war.
In seiner Zeit als Handelsschüler lebte Richard Schlacher ab September 1911 in einer Wohnung in der dritten Etage des in den Jahren 1903/04 von Stadtbaumeister Karl Walenta für den Glas- und Geschirrhändler Ferdinand Körösi errichteten dreigeschoßigen Körösi-Haus in der Franckstraße 31 in Graz. Es ist nicht bekannt, wie lange er hier gelebt hat, jedoch ist davon auszugehen, dass er spätestens nach seinem Abschluss und der Einberufung in den Militärdienst seinen dortigen Wohnsitz aufgegeben hat. Während des Ersten Weltkriegs wurde der zum damaligen Zeitpunkt im Rang eines Feldwebels stehende Schlacher, der ebenfalls dem Beruf seines Vaters nachging und Kaufmann wurde, im Jahre 1914 verwundet und kehrte somit frühzeitig aus dem Krieg zurück. Ein Geschoß war durch seinen rechten Unterarm gedrungen und im Gewehrkolben stecken geblieben, nachdem es zuvor durch die ebenfalls getroffene Armbanduhr Schlachers abgeschwächt worden war. Während seiner aktiven Militärzeit kam er unter anderem im Russischen Kaiserreich zum Einsatz.
Spätestens nach dem Ersten Weltkrieg hatte er seine Handels- und Kaufmannstätigkeiten wieder aufgenommen und suchte im Jahre 1919 um Errichtung einer Kohlenverteilungsstelle beim Kindberger Gemeinderat an. Am 8. April 1920 heiratete er in Graz-St. Leonhard die Werksmeisterstochter Wilhelmine Vogelsang (* 14. März 1898). Die Ehe wurde im Trauungsbuch der damaligen Marktgemeinde Kindberg eingetragen; nur vier Tage zuvor hatten hier die Eltern von Hans Karrer, einem weiteren späteren steirischen Landtagsabgeordneten, geheiratet. Bei der Neuwahl des Ausschusses der Freiwilligen Feuerwehr Kindberg im Dezember 1920 wurde Richard Schlacher zusammen mit Franz Weitzer zu einem der beiden Kassiere ernannt. Im Februar 1923 war er etwa stellvertretender Säckelwart. Im darauffolgenden Jahr war zusätzlich zu seiner Funktion als Säckelwart auch noch Autokommissär der Freiwilligen Feuerwehr Kindberg. Abermals ein Jahr später wurde er neben seiner Position als Säckelwart auch als Autospritzenkommandant bzw. Autospritzenrottführer genannt. Mitte der 1920er Jahre schien Schlacher in den zeitgenössischen Zeitungen bereits als bürgerlicher Gemeinderat des Marktes Kindberg auf. 1926 gab er seine Funktion als Säckelwart ab, fungierte aber weiterhin als Autospritzenrottführer.
Bei einer Versammlung der Ortsgruppe Kindberg der Großdeutschen Volkspartei im März 1926 wurde Schlacher zu einem der Beiräte gewählt. Noch im selben Jahr war er an einem tödlichen Verkehrsunfall beteiligt. Im darauffolgenden Jahr wurde er Opfer eines Erdbebens, bei dem der Rauchfang seines Gebäudes eingestürzt war (siehe auch Liste von Erdbeben in Österreich). Bei der im Dezember 1927 stattgefundenen Wahl des Eisschützenvereines wurde Richard Schlacher zu einem der Beiräte gewählt. Am Stefanitag 1927 war Schlacher abermals an einem tödlichen Verkehrsunfall, über den in den Tagen darauf sämtliche österreichischen Zeitungen berichteten, beteiligt. Das von Schlacher gelenkte Auto des Herstellers Daimler wurde in der Einöd – einem durch die Vielzahl an sich hier ereigneten Verkehrsunfällen berüchtigten Straßenstück zwischen Kindberg und dem benachbarten Wartberg – gegen einen Baum geschleudert, wobei der ebenfalls im Auto befindliche 60-jährige Schwiegervater Schlachers, der Werksmeister bei den Puch-Werken Emil Vogelsang aus Graz, starb, der 25-jährige Gastwirtssohn Franz Gruber aus Kindberg schwer und Schlacher selbst leicht verletzt wurden. Bereits im darauffolgenden Jahr ließ er sich bei den Gemeinderatswahlen in der Steiermark 1928 wieder als Mitglied der GDVP auf der bürgerlichen Wahlwerberliste aufstellen. Kurz nach seiner Wiederwahl fand in Kindberg im Juni 1928 im Gedenken an die Gefallenen des Ersten Weltkrieges die Enthüllung des Kriegerdenkmals statt. Im selben Monat wurde zudem das von Schlachers Bruder Franz gestaltete Schwimm-, Luft- und Sonnenbad des Marktes Kindberg eröffnet.
In der letzten Gemeinderatssitzung unter der Leitung des Bürgermeisters Franz Schnittler wurde Schlacher Anfang Juli 1929 einstimmig zum 2. Vizebürgermeister und Kassier gewählt und löste in beiden Ämtern Rolf Prinstl, der diese Ämter lange Jahre innegehabt hatte, ab. Am 24. Juni 1930 war abermals ein Fahrzeug Schlachers – diesmal allerdings gelenkt von einem Chauffeur – an einem Unfall mit einem Schwerverletzten beteiligt. Im selben Jahr war der Kindberger Vizebürgermeister am Versuch, den amtierenden Bürgermeister Franz Schnittler aufgrund von angeblichem Amtsmissbrauch und Veruntreuung von Gemeindegeldern aus dem Amt zu hebeln, beteiligt. Obwohl dies ein blamables Ende der Kindberger Heimwehrgesellschaft bedeutete, wurde Schlacher nur Monate später zum Kindberger Bürgermeister gewählt. Nachdem er es Ende März 1931 als Mitglied der Wirtschaftspartei in den neugewählten Gemeinderat geschafft hatte, wurde Schlacher bei der Bürgermeisterwahl in Kindberg am 17. April 1931 mit acht Stimmen der Wirtschaftspartei und der Nationalsozialisten zum neuen Bürgermeister von Kindberg gewählt. Davor hatte der Leiter der Bezirkshauptmannschaft Mürzzuschlag, Hofrat Kamillo Vörös-Faltin, das Bürgermeisteramt als Regierungskommissär ausgeübt.
Bereits Ende des Jahres 1931 legte Schlacher das Bürgermeisteramt nieder und zog sich gleichzeitig auch aus dem Gemeinderat zurück. In seiner Amtszeit wurde der Marktplatz mit großen, von Tuffsteinen eingefassten Rasenflächen verschönt, die mit Blumenbeeten und Ziersträuchern ausgestattet wurden. Außerdem ließ er das bis dahin bestehende Waaghäuschen der Gemeindebrückenwaage am Marktplatz abreißen und durch eine aus Klinkerziegeln bestehende runde Musikwarte ersetzen. Neben der modernen Ausgestaltung des Fremdenortes machte er sich auch um das E-Werk verdient. Im Juli 1931 überreichte er dem Bezirkshauptmann Vörös-Faltin die Ehrenbürgerurkunde des Marktes Kindberg. Bei der Gemeinderatssitzung am 4. Jänner 1932 wurde der bisherige erste Vizebürgermeister, der Gasthofbesitzer und Obmann der Gastwirtegenossenschaft Eduard Groß von den Christlichsozialen, zum Bürgermeister und der Bahnbeamte Karl Wieninger zu dessen ersten Stellvertreter gewählt.
Nur wenige Tage später wurde die Insolvenz Schlachers über ein Ausgleichsedikt öffentlich bekannt. Nach geschafftem Ausgleich war er weiterhin als Großhandelskaufmann tätig. Um das Jahr 1949 schien er etwa als Aufsichtsrat der UNION Alpenländischer Großhandelsfirmen reg. Genossenschaft mit beschränkter Haftung auf. Aufgrund seiner herausragenden wirtschaftlichen Tätigkeit wurde Schlacher der Berufstitel Kommerzialrat verliehen. In seiner Heimatgemeinde gehörte der Lebensmittelgroßhändler auch dem deutschen Musikverein an und war um das Jahr 1931 Rechnungsprüfer der Ortsgruppe des Deutschen Schulvereins Südmark.
Im Zuge der Landtagswahl in der Steiermark 1949 schaffte Schlacher als Mitglied der Österreichischen Volkspartei am 5. November 1949 den Einzug in den steirischen Landtag, dem er daraufhin bis zum 18. März 1957 in zwei aufeinanderfolgenden Gesetzgebungsperioden (II. und III.) als Landtagsabgeordneter angehörte. Während dieser Zeit war er Mitglied und Ersatzmitglied zahlreicher verschiedener Landtagsausschüsse und hatte sich damit um das Land Steiermark große Verdienste erworben.
Am 6. Dezember 1965 starb Schlacher, rund zwei Monate vor seinem 75. Geburtstag, in der psychiatrisch-neurologischen Universitätsklinik Graz an Arteriosklerose mit einhergehender Herzinsuffizienz. Er wurde am Kindberger Friedhof beerdigt und das Grab 2007 aufgelassen. An dieser Stelle befindet sich heute das Grab des 2009 verstorbenen Kindberger Altbürgermeisters Franz F. Seidl und dessen 2019 verstorbener Ehefrau Veronika.